# Sociedad Científica Antonio Alzate
La Sociedad Científica “Antonio Alzate” fue un órgano de divulgación de los conocimientos científicos y humanísticos, fundada en México en 1884 por un grupo de preparatorianos y bautizada en honor al naturalista y polímata José Antonio Alzate. En 1930, durante la presidencia del general Pascual Ortiz Rubio, fue designada como Academia Nacional de Ciencias “Antonio Alzate”.

## Fundación y sede
En octubre de 1884, Rafael Aguilar y Santillán, Guillermo Beltrán y Puga, Ricardo Emiliano Cícero, Daniel M. Vélez, Manuel Marroquín y Rivera y Agapito Solórzano y Solchaga fundaron la asociación científica que bautizaron en honor del naturalista y erudito José Antonio Alzate. Fueron apoyados por los maestros de la Escuela Nacional Preparatoria Mariano Bárcenas, Miguel Pérez, Rómulo Ugalde, Ramón Monterola y Alfonso Herrera Fernández. Rafael Aguilar y Santillán, principal promotor de la Sociedad, fue secretario perpetuo hasta 1940.[cita requerida]
Su sede inicial fue la propia Escuela Nacional Preparatoria; posteriormente, se localizó en el número 19 de la calle de Justo Sierra de la Ciudad de México, y compartió el lugar con la Sociedad Mexicana de Geografía y Estadística.

## Divulgación
En su sede se estableció una biblioteca con ejemplares de historia natural e instrumentos científicos. El objetivo de la Sociedad era difundir tanto las ciencias científicas como las humanísticas en el país, así como relacionarse con otras sociedades en todo el mundo. Para divulgar los trabajos de sus miembros, actas de sesiones y noticias generales, en 1887, se creó la revista Memorias y Revista de la Sociedad Científica “Antonio Alzate”. La publicación era gratuita, su edición fue variable, al principio se editó bimestralmente, posteriormente fue editada de manera mensual y hacia el final de su existencia fue editada de manera irregular, su último número apareció en 1964.
Fue Rafael Aguilar y Santillán el responsable de la revista hasta 1940. La dirección de la publicación pasó a ser responsabilidad de Alberto María Carreño, quien, además, presidió a la Academia Nacional de Ciencias “Antonio Alzate”. La temática de las publicaciones fue muy variada, se abordaron temas de matemáticas, física, química, astronomía, geografía, arqueología, historia, geología, mineralogía, botánica, zoología, antropología, medicina, farmacia, educación y ciencias sociales.  
El Fondo de la Sociedad Científica “Antonio Alzate” se calcula en 132 000 volúmenes y actualmente se encuentra bajo la custodia del Instituto de Investigaciones Históricas de la Universidad Nacional Autónoma de México (UNAM).

## Miembros
Algunos de sus miembros fueron Alberto María Carreño (presidente), Joaquín de Mendizábal y Tamborrel (presidente), Agustín Aragón (presidente honorario vitalicio), Sotero Prieto Rodríguez, Isaac Ochoterena, Ezequiel Ordóñez, Miguel E. Schulz, Carlos Graef Fernández, Primo Feliciano Velázquez, Jesús Galindo y Villa, José Ignacio Dávila Garibi, Miguel Salinas Alanís, Fulgencio Vargas, Porfirio Parra, Jesús García Gutiérrez, Francisco Pérez Salazar y de Haro, Fridiano Cavara (miembro honorario), Giuseppe Lopriore (miembro honorario), Alfonso Caso y muchos otros.